# Birnirkcultuur
De Birnirkcultuur was een archeologische cultuur van Neo-Eskimo's aan de noordkust van Alaska, daterend van de 6e tot 12e eeuw AD. De cultuur ontstond in het gebied van de Beringstraat uit de Oude Beringzeecultuur, en werd opgevolgd door de Thulecultuur. Ze was ongeveer gelijktijdig met de zuidelijkere Punukcultuur.
De cultuur onderscheidt zich door haar geavanceerde harpoenen en mariene technologie. Een grafheuvel van de Birnirkcultuur werd ontdekt bij de plaats Wales op het Seward-schiereiland, en nog eens 16 op de Birnirk-site bij Utqiaġvik, nu een National Historic Landmark. Bij Ukpiaġvik werd een Birnirk-nederzetting gevonden.

## Cultuur
De Birnirk-mensen woonden in kleine eengezinswoningen met een lange of korte ingang leidend naar een enkele kamer met slaapplatforms. In de huizen bevonden zich geen haardplaatsen; warmte en licht werden verstrekt door olielampen van steen en klei. De nederzettingen omvatten waarschijnlijk slechts een paar families. Dit is relevant in verband met de vraag of er walvisvangst werd beoefend. De meeste gemeenschappen die zich bezighielden met de jacht op walvissen benodigden daarvoor meerdere bemanningen, hetgeen voor de Birnirk met hun kleine nederzettingen moeilijk zou zijn geweest. Een in Utqiagvik gevonden walvisharpoen, samen met op andere sites gevonden artefacten van walvismateriaal (balein, walvisbotten en dergelijke) suggereert echter dat de Birnirk-mensen zich met een vorm van walvisjacht bezighielden. Ook jaagden ze op zeehonden, kariboe's, vogels en vissen, met behulp van een verscheidenheid aan werktuigen.

## Werktuigen
Er is een veelvoud van Birnirk-werktuigen gevonden. Ze waren bekwame zeehondenjagers, bekend om hun gebruik van innovatieve apparatuur, zoals ijskrabbers om zeehonden over de bevroren wateren te lokken. Kenmerkend is de stijl van de harpoenen die ze gebruikten voor de jacht op zeehonden en andere mariene dieren. De harpoenpunten waren zelfgepunt met een enkele zijdelingse weerhaak met daar tegenover een steenscherf ingezet. Naast hun harpoenen zijn de Birnirk-mensen bekend om hun wapens van gepolijst leisteen. Deze omvatten messen, klingen, pijlen en speren, meestal gebruikt voor de jacht op landdieren.

## Genetica
In augustus 2014 publiceerde het tijdschrift Science een genetische studie waarin de overblijfselen van vijf Birnirk-mensen onderzocht die tussen ca. 570 en 680 AD in Siberië werden begraven. De vijf monsters van mitochondriaal DNA behoorden allemaal tot haplogroep A2A. Dit was ook de overheersende maternale afstammingslijn van de Thule-mensen. Dit suggereert dat de Thule-mensen afstammen van Birnirk-migranten uit Siberië die kort na 1300 AD in Noord-Canada en Groenland arriveerden, waar ze de genetisch te onderscheiden inheemse Dorset-mensen volledig vervingen.